# Alkanna graeca
Alkanna graeca är en strävbladig växtart. Alkanna graeca ingår i släktet Alkanna och familjen strävbladiga växter.

## Underarter
Arten delas in i följande underarter:
- A. g. baeotica
- A. g. graeca
- A. g. slavjankae